# Louise Donington
Louise Donington, née en 1984, est une kayakiste britannique pratiquant le slalom.

## Palmarès

### Championnats du monde de canoë-kayak slalom
- 2009 à La Seu d'Urgell,  Espagne
  -  Médaille d'or en realis 3xK1

### Championnats d'Europe de canoë-kayak slalom
- 2010 à Čunovo,  Slovaquie
  -  Médaille de bronze en relais 3xK1
- 2009 à Nottingham,  Royaume-Uni
  -  Médaille d'or en relais 3xK1
- 2008 à Cracovie  Pologne
  -  Médaille de bronze en relais 3xK1